# Lago Gaviota (Georgia del Sur)
El lago Gaviota (en inglés: Gull Lake) es un cuerpo de agua de 300 metros de diámetro, situado cerca de la costa suroeste de la caleta Vago, a un kilómetro al sur de la estación ballenera abandonada de Grytviken, en la isla San Pedro del archipiélago de las islas Georgias del Sur.
El lago fue nombrado como "Möwensee" o "Moven See" por A. Szielasko, que visitó la isla San Pedro en 1906. El nombre en inglés Gull Lake fue utilizado por Robert Cushman Murphy en 1947, al describir su visita al lago, en noviembre de 1912. Esta última forma, fue la aplicada por el Comité Antártico de Lugares Geográficos del Reino Unido en 1954, utilizándose en la toponimia británica de la isla.
Los mapas argentinos de la isla reportan una tubería que comunica el lago con la vieja usina de Grytviken.
En la época en que operaba la Compañía Argentina de Pesca, dicha empresa construyó aquí un dique, cuyo embalse alimentaba la central hidroeléctrica de la factoría de Grytviken. Durante la construcción hacia 1928 se instalaron vías ferroviarias para llevar materiales desde la factoría.